# La Puebla de los Infantes
La Puebla de los Infantes és una localitat de la província de Sevilla, Andalusia, Espanya. L'any 2005 tenia 3.263 habitants. La seva extensió superficial és de 155 km² i té una densitat de 21,1 hab/km². Les seves coordenades geogràfiques són 37° 46′ N, 5° 23′ O. Està situada a una altitud de 230 metres i a 78 Quilòmetres de la capital de la província, Sevilla.

## Demografia
| 1996  | 1998  | 1999  | 2000  | 2001  | 2002  | 2003  | 2004  | 2005  |
| ----- | ----- | ----- | ----- | ----- | ----- | ----- | ----- | ----- |
| 3.591 | 3.464 | 3.469 | 3.462 | 3.402 | 3.361 | 3.271 | 3.291 | 3.263 |